# 塞迪奧 (新墨西哥州)
塞迪奧（英語：Sedillo）是位於美國新墨西哥州伯納利歐縣的普查規定居民點。

## 人口
根據2020年美國人口普查的數據，塞迪奧的面積為7.11平方千米，皆為陸地。當地共有人口670人，而人口密度為每平方千米94.23人。